# Русахінілі
38°30′10″ пн. ш. 43°20′22″ сх. д. / 38.50278° пн. ш. 43.33944° сх. д.

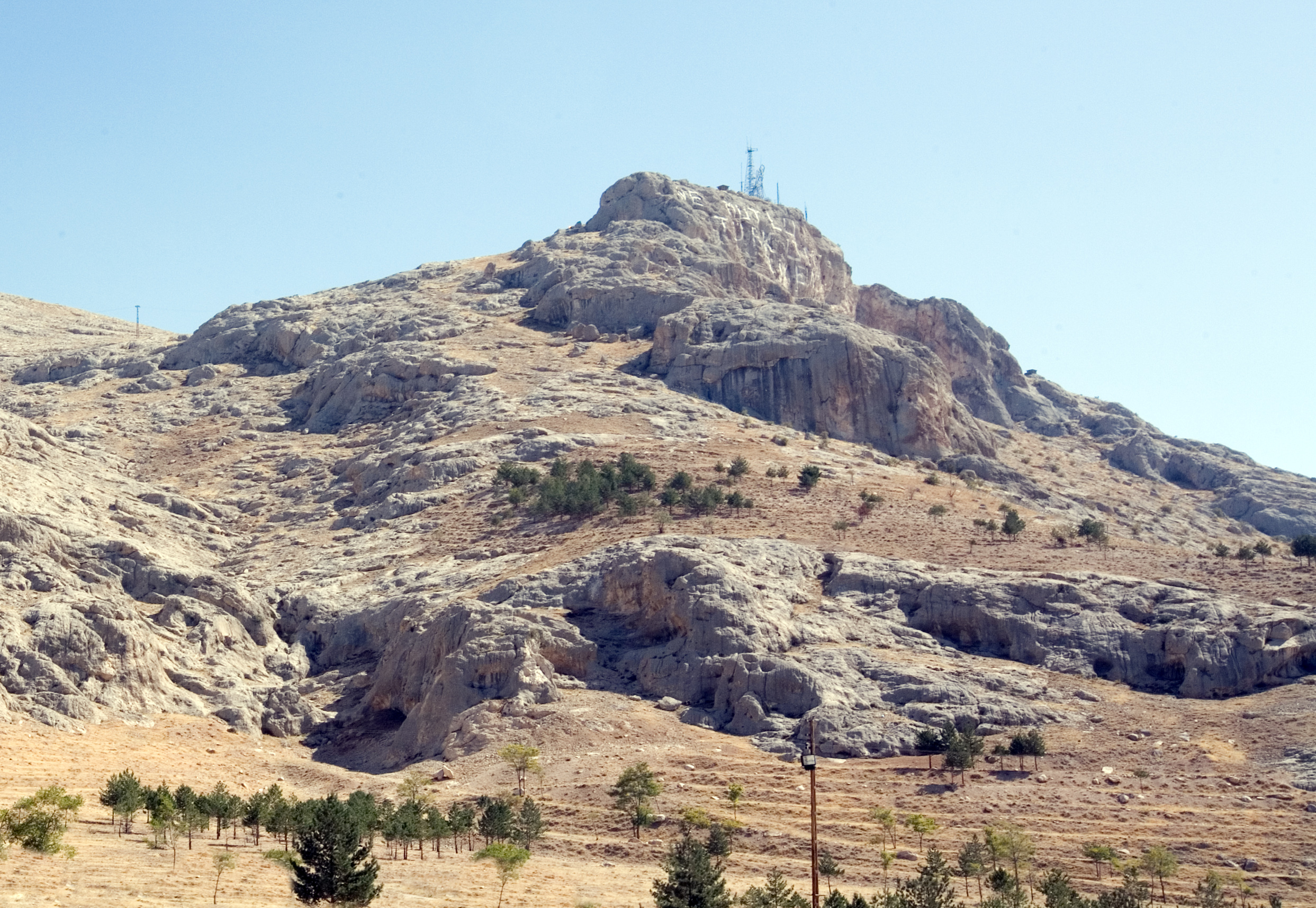
Скеля «Топрах-Кале», де розташовувався Русахінілі

Русахінілі - столиця стародавнього держави Урарту періоду її занепаду, розташована на укріпленій скелі « 'Топрах-Кале' » на схід від сучасного міста Ван , в Туреччині. Русахінілі було споруджене урартським царем Русою I після того, як асирійський цар Тіглатпаласар III в 735 році до н.е. завдав вирішальної поразкит батькові Руси Сардурі II, і знищив попередню столицю Урарту, місто Тушпу. Руса I назвав місто на свою честь. 

## Історія вивчення
Про існування Урарту, як держави вченим стало відомо ще до середини XIX століття, після того, як в Європу потрапили перші копії клинописних написів, зроблених на Ванській скелі. Перші розкопки на Топрах-Кале були зроблені британським консулом в Османській імперії в 1879 році. Основну увагу було приділено храму, який, на той час, ще добре зберігся на північному схилі скелі. В результаті розкопок було виявлено ряд цінних предметів, включаючи прикраси, царські щити, декоративні фризи із каменю та інше. Більшість цих знахідок потрапили в Британський музей. 
У 1898-1899 роках на Топрах-Кале працювала німецька археологічна експедиція на чолі з Лемманом-Гауптом. Предмети, виявлені цією експедицією в основному потрапили в Берлінський музей, проте багато з них вивезені не були, і склали основу фондів Ванського музею - археологічного музею Туреччини, що зібрав решту знахідок із Тушпи і Русахінілі. За результатами робіт експедиції було опубліковано багатотомну працю Леммана-Гаупта . 
У 1911-1912 роках невеликі розкопки на Топрах-кале проводив академік Орбелі 
З кінця Першої світової війни по нинішній час, на місці Русахінілі розташований опорний пункт турецької регулярної армії, тому Топрах-кале весь цей час закритий для туристів і археологів . 

## Облаштування міста

### Водопостачання міста
Цар Руса I для організації безперебійного водопостачання був змушений провести ряд складних гідротехнічних робіт. За 30 км від міста його зусиллями було створено штучне озеро з кількома греблями, що з'єднуються двома каналами із містом. Рівень води озера був на 900 м вище Русахінілі. Ці конструкції дозволили населенню зробити землі навколо Русахінілі зрошуваними і вирощувати на них сади. Подача прісної води в Русахінілі становила 2.5 - 3 м ³ / сек. Гідротехнічна споруда Руси I проіснувала близько 2500 років до 1891 року, коли була зруйнована через недоліки технічного обслуговування та сильні повені. Вчені вважають систему водопостачання Русахінілі спорудою, що не поступається аналогічним гідротехнічним об'єктам сучасності . 